# 小椋藍
小椋 藍（おぐら あい、2001年1月26日 - ）は、東京都清瀬市生まれ、埼玉県出身のオートバイレーサーである。2024年のロードレース世界選手権Moto2クラスチャンピオン。

## 経歴

### 初期
レース経験のある父親の影響で2歳上の姉、華恋（後述）がレースを始め、藍も3歳頃からポケバイに乗り始めた。ミニバイクを経て2014年にロードレースデビューし、つくばやもてぎの地方選手権に参戦した。
2015年、アジア人ライダー育成シリーズ、アジア・タレント・カップに参戦し、1勝と2位2回でランキング7位。2016年は3勝を挙げランキング2位（1位はソムキアット・チャントラ）。同年はレッドブルMotoGPルーキーズカップにも参戦し、ランキング11位。
2017年、MotoGPへの登竜門であるCEVレプソル Moto3ジュニア世界選手権にアジア・タレント・チームより参戦。第5戦エストリルで3位表彰台、第6戦ヘレス（レース2）で初優勝し、ランキング8位。ルーキーズカップでは2勝を挙げランキング5位。
2018年、Moto3ジュニア世界選手権では最終戦バレンシア（レース1）で優勝、2位1回・3位2回でランキング5位。

### Moto3
2018年5月、ロードレース世界選手権（MotoGP）第4戦スペインGPのMoto3クラスにワイルドカード（地元推薦枠）で出場。グランプリデビュー戦を15位で完走し、初ポイントを獲得した。同年はオランダGP、ドイツGP、オーストリアGPにもスポット参戦し、ランキング36位。
2019年はホンダ・チーム・アジアよりMoto3クラスにレギュラー参戦。第5戦フランスGPで左手を骨折し次戦を欠場したが、第14戦アラゴンで2位初表彰台を獲得。シリーズ19戦中14戦でポイントを獲得し、ルーキーシーズンでランキング10位となった。
2020年もホンダ・チーム・アジアよりMoto3クラスに参戦。新型コロナウイルス感染症の世界的流行により短縮されたシーズンで、フル参戦2年目にしてチャンピオン争いを演じる。優勝はなかったものの、2位2回・3位5回など15戦中14戦でポイントを獲得。アルベルト・アレナスから8ポイント差の2位につけて最終戦ポルトガルGPを迎えたが逆転はならず、4ポイント差のランキング3位でシーズンを終えた。

### Moto2
2021年はMoto3からMoto2クラスへ昇格し、イデミツ・ホンダ・チーム・アジアよりレギュラー参戦した。前半戦は3度のリタイアを喫するも、第11戦オーストリアGPで2位初表彰台を獲得。第17戦アルガルベGPで左足を負傷し最終戦を欠場したが、18戦中12戦でポイントを獲得（すべてシングルフィニッシュ）し、ランキング8位となった。チーム監督の青山博一はできる限り多く周回してレースを走る中で学んでほしい、という1年目の目標をほぼ達成できたと評価し、レベルアップへの課題としてバイクの止め方やタイヤの使い方を挙げた。
2022年もイデミツ・ホンダ・チーム・アジアより参戦。第3戦・第4戦の連続表彰台を経て、第7戦スペインGPではポール・トゥ・ウィン（全周回トップ）でグランプリ参戦60戦目で初優勝を果たした
（日本人ライダーとしては2020年カタールGPMoto2クラスの長島哲太以来の優勝）。第13戦オーストリアGPは2度目のポール・トゥ・ウィンをチームメイトのチャントラとのワンツーフィニッシュで達成。3年ぶりに開催された第16戦日本GPでは予選13位からトップに浮上し、自身初の母国優勝を果たした（日本人ライダーの母国優勝は2006年の青山博一(250ccクラス)以来16年ぶり）。チャンピオン争いは小椋とアウグスト・フェルナンデスの一騎打ちとなり、小椋の3.5ポイントリードで迎えた第19戦マレーシアGP、小椋はフェルナンデスより先行しながら最終ラップにトップを狙って転倒。逆に9.5ポイントのビハインドを負い、再逆転をかけた最終戦バレンシアGPも転倒リタイア。20戦中ポールポジション3回、表彰台7回（優勝3回）という好成績を収めながら、Moto2チャンピオンを逃した。
2023年はMoto2クラスで3年目のシーズンとなる。前年ランキング2位の実績からチャンピオン獲得を期待されたが、シーズン前のモトクロストレーニング中に負った左手脱臼骨折の回復が遅れて開幕2戦を欠場。復帰後はポールポジションも優勝もなく、タイトル争いに絡めず、ランキング9位に終わった。

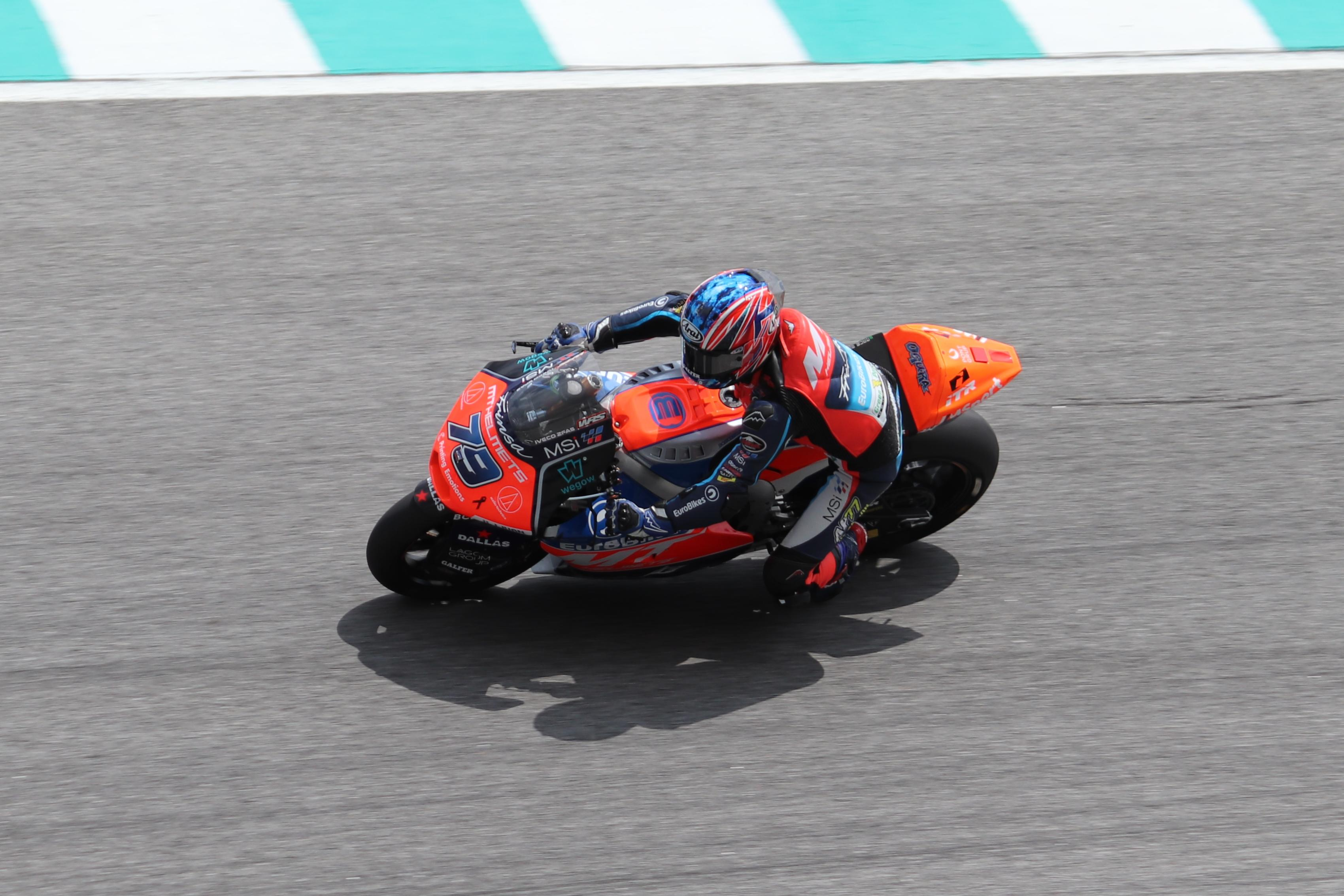
2024年マレーシアGP (Moto2) の小椋

2024年は育成年代から所属してきたホンダ系チームを離れ、Moto2クラスに新規参戦するMTヘルメット-MSIチームへ移籍した（ホンダとのスポンサー契約は継続）。フレームはカレックスからボスコスクーロ、ワンメイクタイヤはダンロップからピレリへとレース環境が大きく変わった。第6戦カタルーニャGPで2022年日本GP以来1年8ヵ月ぶりに優勝。第8戦オランダGPで2勝目。右手骨折のため第11戦オーストリアGPを欠場するも、第13戦サンマリノGPで3勝目。第18戦タイGPでポールポジションを獲得。決勝では2位でフィニッシュしランキング2位のアロン・カネトに51pt差をつけ、2レースを残して日本人では2009年250ccクラスの青山博一以来15年ぶりのチャンピオンに輝いた（歴代7人目の日本出身者チャンピオン）。

### MotoGP
2025年は最高峰MotoGPクラスへ昇格し、アプリリアのサテライトチーム、トラックハウス・レーシングに所属する。MotoGPクラスにレギュラー参戦する日本人ライダーとしては13人目、アプリリア機に乗るのは原田哲也（1999・2000年）と芳賀紀行（2003年）以来となる。

## 人物・エピソード
- 全日本ロードレース選手権を経験せず、ホンダ（HRC）と出光興産が支援するアジア人ライダー育成プロジェクトの一員として海外でステップアップを重ねてきた。そうした経緯から、中上貴晶の後継者としてイデミツ・ホンダ・LCRからMotoGPクラスに昇格すると予想されたが、2022年の時点では「まだMoto2で学ばなければならないことがたくさんある」とオファーを断った[22]。2025年に関しては熟慮の末ホンダ陣営を離れ、アプリリアからMotoGPデビューすることを決断した[23]。HRC側も小椋と話し合いの末、円満に契約を終了すると説明した[24]。
- ゼッケン番号は79。幼い頃から7番を好んで付けており、アジア・タレント・カップでは9番だったため、MotoGPルーキーズカップに参戦するときにふたつを合わせて79番に決めた[25]。
- 秋ヶ瀬育ちの先輩である加藤大治郎を「永遠のチャンピオン」と尊敬し、目標にしている[26]。レーシングスーツの右肩には大治郎の「74」、左肩には富沢祥也の「48」というふたりの永久欠番を縫い付けている。
- レースを始めた頃からアライヘルメットを愛用しており、一時期アルバイトとして働き、他の選手の物を含めてヘルメットの塗装を行っていたこともある[27][28]。2024年、ライバルメーカーのMSヘルメットがスポンサードする「MTヘルメット-MSI」に移籍した際、アライヘルメットを継続して使用できる条件を付けて契約交渉した[29]。
- 姉の小椋華恋（おぐら かれん）は川口35期のオートレーサーで、女子選手デビュー最短優勝記録を持つ[30]。ポケバイ時代は姉が「めだまカレン」、弟は「めだまアイ」という名で走っていた[31]。ロードレーサー時代はMFJレディースロードレース王者（2011年）、MFJカップJP250クラス4位（2017年）などの成績を残した[32]。2024年5月26日、華恋がG2川口記念でグレードレース初優出・初優勝した日に、弟の藍もカタルーニャGPのMoto2で優勝してニュースになった[33]。
- 趣味は釣り（バスフィッシング）とバイクに乗ること。シーズン中も積極的に帰国し、埼玉県の桶川スポーツランドでトレーニングに励んでいる[34]。

## 主なレース戦績
- 2017年 - RedBull MotoGPルーキーズカップ  ランキング5位
- 2017年 - CEV Moto3ジュニア世界選手権  アジア・タレント・チーム  ランキング8位
- 2018年 - CEV Moto3ジュニア世界選手権  アジア・タレント・チーム  ランキング5位
- 2018年 - ロードレース世界選手権Moto3  アジア・タレント・チーム  ランキング36位
- 2019年 - ロードレース世界選手権Moto3  ホンダ・チーム・アジア  ランキング10位
- 2020年 - ロードレース世界選手権Moto3  ホンダ・チーム・アジア  ランキング3位
- 2021年 - ロードレース世界選手権Moto2  出光・ホンダ・チーム・アジア  ランキング8位
- 2022年 - ロードレース世界選手権Moto2  出光・ホンダ・チーム・アジア  ランキング2位
- 2023年 - ロードレース世界選手権Moto2  出光・ホンダ・チーム・アジア  ランキング9位
- 2024年 - ロードレース世界選手権Moto2  MTヘルメッツ・MSI  ランキング1位

### アジア・タレント・カップ
- 凡例
- ボールド体のレースはポールポジション、斜体のレースはファステストラップを記録。

| 年     | バイク | 1       | 2        | 3       | 4       | 5      | 6        | 7      | 8      | 9      | 10     | 11       | 12       | 順位 | ポイント |
| ------ | ------ | ------- | -------- | ------- | ------- | ------ | -------- | ------ | ------ | ------ | ------ | -------- | -------- | ---- | -------- |
| 2015年 | ホンダ | THA1 10 | THA2 Ret | QAT1 12 | QAT2 13 | MAL1 6 | MAL2 Ret | CHN1 2 | CHN2 1 | JPN1 2 | JPN2 4 | SEP1 Ret | SEP2 10  | 7位  | 107      |
| 2016年 | ホンダ | THA1 1  | THA2 4   | QAT1 2  | QAT2 7  | MAL1 5 | MAL2 Ret | CHN1 1 | CHN2 3 | JPN1 3 | JPN2 1 | SEP1 4   | SEP2 Ret | 2位  | 173      |

### レッドブル MotoGP ルーキーズ・カップ
- 凡例
- ボールド体のレースはポールポジション、斜体のレースはファステストラップを記録。

| 年     | 1        | 2       | 3      | 4        | 5       | 6       | 7       | 8       | 9        | 10      | 11    | 12      | 13      | 順位 | ポイント |
| ------ | -------- | ------- | ------ | -------- | ------- | ------- | ------- | ------- | -------- | ------- | ----- | ------- | ------- | ---- | -------- |
| 2016年 | JER1 Ret | JER2 10 | ASS1 3 | ASS2 Ret | SAC1 11 | SAC2 19 | RBR1 12 | RBR2 11 | BRN1 Ret | BRN2 20 | MIS 9 | ARA1 11 | ARA2 4  | 11位 | 61       |
| 2017年 | JER1 2   | JER2 4  | ASS1   | ASS2     | SAC1    | SAC2    | BRN1 19 | BRN2 11 | RBR1 1   | RBR2 3  | MIS 1 | ARA1 2  | ARA2 19 | 5位  | 124      |

### FIM CEV Moto3ジュニア世界選手権
- 凡例
- ボールド体のレースはポールポジション、イタリック体のレースはファステストラップを記録。

| 年     | バイク | 1       | 2        | 3        | 4        | 5      | 6       | 7     | 8        | 9      | 10    | 11     | 12     | 順位 | ポイント |
| ------ | ------ | ------- | -------- | -------- | -------- | ------ | ------- | ----- | -------- | ------ | ----- | ------ | ------ | ---- | -------- |
| 2017年 | ホンダ | ALB Ret | LMS 5    | CAT1 Ret | CAT2 DNS | VAL1   | VAL2    | EST 3 | JER1 12  | JER1 1 | ARA 8 | VAL1 8 | VAL2 5 | 8位  | 83       |
| 2018年 | ホンダ | EST Ret | VAL1 Ret | VAL2 3   | FRA 3    | CAT1 7 | CAT2 23 | ARA 4 | JER1 Ret | JER2 2 | ALB 7 | VAL1 1 | VAL2 2 | 5位  | 128      |

### FIM Moto2ヨーロッパ選手権
- 凡例
- ボールド体のレースはポールポジション、イタリック体のレースはファステストラップを記録。

| 年     | バイク     | 1    | 2    | 3        | 4   | 5    | 6    | 7    | 8    | 9    | 10   | 11   | 順位 | ポイント |
| ------ | ---------- | ---- | ---- | -------- | --- | ---- | ---- | ---- | ---- | ---- | ---- | ---- | ---- | -------- |
| 2023年 | カレックス | EST1 | EST2 | VAL1 DNS | JER | POR1 | POR2 | CAT1 | CAT2 | ARA1 | ARA2 | VAL2 | NC   | 0        |

### ロードレース世界選手権
| 年     | クラス | バイク         | チーム                           | レース | 勝利数 | 表彰台 | PP | FL | ポイント | ランキング |
| ------ | ------ | -------------- | -------------------------------- | ------ | ------ | ------ | -- | -- | -------- | ---------- |
| 2018年 | Moto3  | ホンダ         | アジア・タレント・チーム         | 4      | 0      | 0      | 0  | 0  | 1        | 36位       |
| 2019年 | Moto3  | ホンダ         | ホンダ・チーム・アジア           | 18     | 0      | 1      | 0  | 1  | 109      | 10位       |
| 2020年 | Moto3  | ホンダ         | ホンダ・チーム・アジア           | 15     | 0      | 7      | 1  | 1  | 170      | 3位        |
| 2021年 | Moto2  | カレックス     | イデミツ・ホンダ・チーム・アジア | 17     | 0      | 1      | 0  | 1  | 120      | 8位        |
| 2022年 | Moto2  | カレックス     | イデミツ・ホンダ・チーム・アジア | 20     | 3      | 7      | 3  | 1  | 242      | 2位        |
| 2023年 | Moto2  | カレックス     | イデミツ・ホンダ・チーム・アジア | 18     | 0      | 3      | 0  | 0  | 137.5    | 9位        |
| 2024年 | Moto2  | ボスコスクーロ | MTヘルメッツ - MSI               | 20     | 3      | 8      | 2  | 1  | 274*     | 1位*       |
| 2025年 | MotoGP | アプリリア     | トラックハウス・レーシング       | 13     | 0      | 0      | 0  | 0  | 53*      | 16位*      |
| 計     | 計     | 計             | 計                               | 124    | 6      | 27     | 6  | 5  | 1106.5   |            |

- 凡例
- ボールド体のレースはポールポジション、斜体のレースはファステストラップを記録。

| 年     | クラス | バイク         | チーム                           | 1      | 2         | 3       | 4       | 5       | 6        | 7       | 8       | 9        | 10        | 11        | 12       | 13       | 14    | 15      | 16     | 17      | 18      | 19      | 20      | 21  | 22  | 順位  | ポイント |
| ------ | ------ | -------------- | -------------------------------- | ------ | --------- | ------- | ------- | ------- | -------- | ------- | ------- | -------- | --------- | --------- | -------- | -------- | ----- | ------- | ------ | ------- | ------- | ------- | ------- | --- | --- | ----- | -------- |
| 2018年 | Moto3  | ホンダ         | アジア・タレント・チーム         | QAT    | ARG       | AME     | SPA 15  | FRA     | ITA      | CAT     | NED 23  | GER Ret  | CZE       | AUT 20    | GBR      | RSM      | ARA   | THA     | JPN    | AUS     | MAL     | VAL     |         |     |     | 36位  | 1        |
| 2019年 | Moto3  | ホンダ         | ホンダ・チーム・アジア           | QAT 11 | ARG 17    | AME 11  | SPA 9   | FRA Ret | ITA DNS  | CAT 6   | NED 6   | GER 7    | CZE 6     | AUT 12    | GBR 10   | RSM Ret  | ARA 2 | THA Ret | JPN 14 | AUS 14  | MAL 4   | VAL 10  |         |     |     | 10位  | 109      |
| 2020年 | Moto3  | ホンダ         | ホンダ・チーム・アジア           | QAT 3  | SPA 2     | ANC Ret | CZE 3   | AUT 4   | STY 3    | RSM 2   | EMI 3   | CAT 11   | FRA 9     | ARA 14    | TER 9    | EUR 3    | VAL 8 | POR 8   |        |         |         |         |         |     |     | 3位   | 170      |
| 2021年 | Moto2  | カレックス     | イデミツ・ホンダ・チーム・アジア | QAT 17 | DOH 5     | POR Ret | SPA 7   | FRA 7   | ITA 6    | CAT Ret | GER Ret | NED 6    | STY 5     | AUT 2     | GBR 9    | ARA 8    | RSM 7 | AME 7   | EMI 9  | ALG Ret | VAL DNS |         |         |     |     | 8位   | 120      |
| 2022年 | Moto2  | カレックス     | イデミツ・ホンダ・チーム・アジア | QAT 6  | IDN 6     | ARG 3   | AME 2   | POR NC  | SPA 1    | FRA 5   | ITA 3   | CAT 7    | GER 8     | NED 2     | GBR 4    | AUT 1    | RSM 5 | ARA 4   | JPN 1  | THA 6   | AUS 11  | MAL Ret | VAL Ret |     |     | 2位   | 242      |
| 2023年 | Moto2  | カレックス     | イデミツ・ホンダ・チーム・アジア | POR    | ARG DNS   | AME 15  | SPA Ret | FRA 9   | ITA 15   | GER 14  | NED 2   | GBR 8    | AUT 3     | CAT 7     | RSM 5    | IND 21   | JPN 2 | INE 17  | AUS 15 | THA 5   | MAL 4   | QAT 4   | VAL 11  |     |     | 9位   | 137.5    |
| 2024年 | Moto2  | ボスコスクーロ | MTヘルメッツ - MSI               | QAT 4  | POR 5     | AME 9   | SPA 6   | FRA 2   | CAT 1    | ITA 5   | NED 1   | GER 3    | GBR 14    | AUT DNS   | ARA 8    | RSM 1    | EMI 4 | INE 2   | JPN 2  | AUS 4   | THA 2   | MAL Ret | SLD 4   |     |     | 1位   | 274      |
| 2025年 | MotoGP | アプリリア     | トラックハウス・レーシング       | THA 54 | ARG DSQ15 | AME 9   | QAT 157 | SPA 812 | FRA 1014 | GBR DNS | ARA     | ITA 1012 | NED Ret16 | GER Ret17 | CZE 1416 | AUT 1415 | HUN   | CAT     | RSM    | JPN     | INE     | AUS     | MAL     | POR | VAL | 16位* | 53*      |

- * 現在シーズン中。